# Lars von Trier

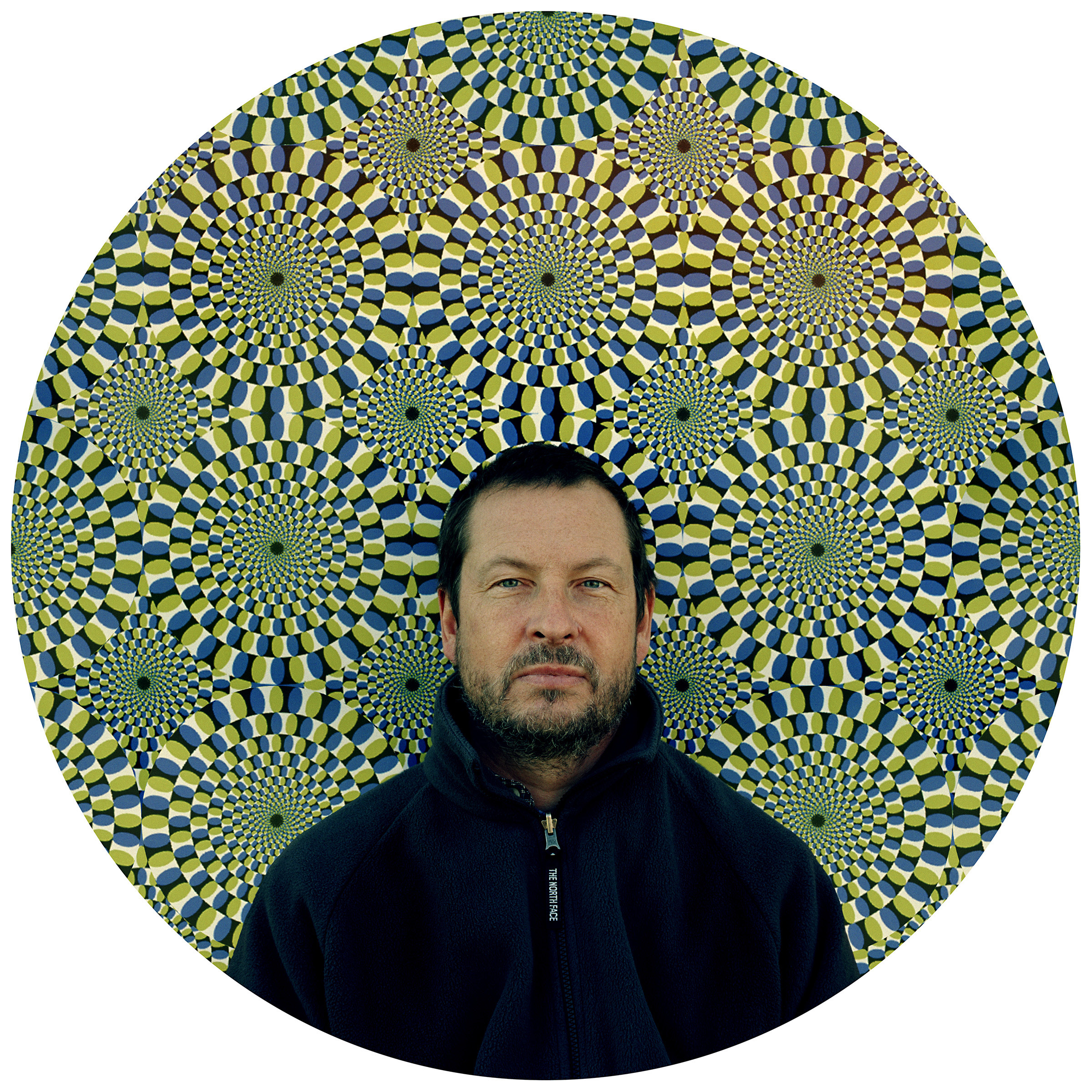
Lars von Trier fotografiat de Oliver Mark, Copenhaga 2003

Lars von Trier (n. 30 aprilie 1956, Lyngby-Taarbæk, amtul Copenhaga⁠(d), Danemarca) este regizor de film danez asociat cu  mișcarea Dogma 95.

## Biografie
Este fiul unui tată comunist și mame socialiste. A absolvit școala de cinema din Stockholm (Den Danske Filmskole) în 1983. Lucrarea de diplomă, Imagini în relief a primit premiul Festivalului Școlilor de film de la München. Primul său film de lung metraj, Forbrydelsens element (Elementul crimei, 1984), câștigă Marele Premiu pentru Tehnică la Cannes.

Pentru televiziune, von Trier regizează Medea (1988) care obține premiul Jean d'Arcy în Franța. Breaking the Waves cîștigă Marele Premiu al Juriului de la Cannes, premiul Cesar pentru Cel mai bun film străin, premiul EFA pentru Cel mai bun film european iar actrița principală Emily Watson este nominalizată la premiul Oscar pentru cea mai bună actriță.
În 1995 se convertește la catolicism după religia tatălui său biologic, un act făcut mai degrabă ca o provocare pentru massa protestantă a danezilor. Ideologia marxist-leninistă a manifestului "Dogma95" și conținutul explicit sexual al multor filme ale sale dovedesc inaderența la un act pur formal de convertire.
În 2000 a avut loc premiera dramei muzicale Dancer in the Dark având-o ca actriță principală pe cântăreața islandeză Björk. Filmul a obținut Palme d'Or la Cannes 2000. În 2003 începe trilogia „SUA: tărîmul tuturor posibilităților” cu filmul Dogville

## Filmografie
- Forbrydelsens Element / Elementul crimei (1984, trilogia „Europe” prima parte)
- Epidemic (1987, trilogia „Europe” partea a II-a)
- Europa (1991, trilogia „Europe” partea a III-a)
- Breaking the Waves / Abisul sufletului (1996, trilogia „Golden Heart” prima parte)
- Idioterne / Idioții (1998, trilogia „Golden Heart” partea a II-a)
- Dancer in the Dark / Dansând cu noaptea (2000, trilogia „Golden Heart” partea a III-a)
- Dogville (2003, trilogia „SUA: tărîmul tuturor posibilităților” prima parte)
- Manderlay (2005, trilogia „SUA: tărîmul tuturor posibilităților” partea a II-a)
- Direktøren for det hele / The Boss of It All" (2006)
- Antikrist / Anticristul (2009)
- Wasington (neprecizat, trilogia „SUA: tărîmul tuturor posibilităților” partea a III-a)
- Melancholia (2011)
- Nymphomaniac (2013)

### Filme pentru televiziune
- Medea (1988)
- Riget / Regatul (miniserie TV, 1994)
- Riget II / Regatul II (miniserie TV, 1997)
- D-Dag (2000)
- Elefant (2004)

### Scurtmetraje
- Orchidégartneren / Grădina de orhidee (1977)
- Menthe - La bienheureuse (1979)
- Nocturne (1980)
- Den sidste detalje / The Last Detail (1981)
- Befrielsesbilleder / Image of relief (1982)
- De fem benspænd / Cele cinci obstrucții (2003; împreună cu Jørgen Leth)